# 약속의 네버랜드 (영화)
"약속의 네버랜드"(約束のネバーランド 야쿠소쿠노네바란도[*])는 2020년 공개된 일본의 영화이다. 시라이 카이우, 데미즈 포스카의 동명 만화를 원작으로 한 실사 영화이다.

## 출연
- 하마베 미나미 - 엠마 역
- 조 카이리 - 레이 역
  - 야마시로 루이토 - 어린 레이 역
- 이타가키 리히토 - 노먼 역
- 키타가와 케이코 - 이자벨라 역
- 와타나베 나오미 - 시스터 크로네 역
- 마츠자카 토리 - 피터 러트리 역
- 미타 요시코 - 그랜마 역
- 세키 토시히코 - 괴물 (목소리) 역
- 산토키 소마 - 돈 역
- 안도 미유 - 길다 역
- 모리 유리토 - 필 역